# Liste der befahrbaren Pässe in Colorado
Diese Liste befahrbarer Pässe im US-Bundesstaat Colorado enthält alle asphaltierten Passstraßen, die einen Namen besitzen.
| Name                 | Höhe in Meter | Erschließung                       | Wasserscheide I                | Wasserscheide II       |
| -------------------- | ------------- | ---------------------------------- | ------------------------------ | ---------------------- |
| Cameron Pass         | 3132          | State Highway 14                   | Michigan River                 | Joe Wright Creek       |
| Ninemile Gap         | 2279          | State Highway 13                   | Curtis Creek                   | Good Springs Creek     |
| Rabbit Ears Pass     | 2873          | U.S. Highway 40                    | Walton Creek                   | Grizzly Creek          |
| Muddy Pass           | 2655          | U.S. Highway 40 / State Highway 14 | Little Muddy Creek             | Grizzly Creek          |
| Milner Pass          | 3279          | U.S. Highway 34                    | Phantom Creek                  | Cache la Poudre River  |
| Fall River Pass      | 3595          | U.S. Highway 34                    | Fall River                     | Cache la Poudre River  |
| Willow Creek Pass    | 2951          | State Highway 125                  | Willow Creek Pass              | Snyder Creek           |
| Wind River Pass      | 2783          | State Highway 7                    | Fish Creek                     | Cabin Creek            |
| Iceberg Pass         | 3605          | U.S. Highway 34                    | Fall River                     | Big Thompson River     |
| Gore Pass            | 2904          | State Highway 134                  | Blacktail Creek                | Pass Creek             |
| Vail Pass            | 3217          | Interstate 70 / U.S. Highway 6     | Polk Creek                     | Stafford Creek         |
| Douglas Pass         | 2520          | State Highway 139                  | West Douglas Creek             | Trail Creek            |
| Loveland Pass        | 3655          | U.S. Highway 6                     | North Fork Snake River         | Clear Creek            |
| Berthoud Pass        | 3446          | U.S. Highway 40                    | Fraser River                   | West Fork Clear Creek  |
| Tennessee Pass       | 3117          | U.S. Highway 24                    | Eagle River                    | Arkansas River         |
| Fremont-Pass         | 3450          | State Highway 91                   | East Fork Arkansas River       | Tenmile Creek          |
| Kenosha-Pass         | 3048          | U.S. Highway 285                   | North Fork South Platte River  | Snyder Creek           |
| Hoosier-Pass         | 3517          | State Highway 9                    | Middle Fork South Platte River | Blue River             |
| Independence-Pass    | 3686          | State Highway 82                   | Lake Creek                     | Roaring Fork River     |
| McClure-Pass         | 2671          | State Highway 133                  | Lee Creek                      | Crystal River          |
| Ute-Pass             | 2793          | U.S. Highway 24                    | Twin Creek                     | Trout Creek            |
| Currant Creek Pass   | 2835          | State Highway 9                    | Currant Creek                  | Threemile Creek        |
| Cerro Summit         | 2451          | U.S. Highway 50                    | Squaw Creek                    | Cedar Creek            |
| Monarch Pass         | 3448          | U.S. Highway 50                    | South Arkansas River           | Agate Creek            |
| North Cochetopa Pass | 3093          | State Highway 114                  | West Pass Creek                | East Pass Creek        |
| Poncha Pass          | 2746          | U.S. Highway 285                   | San Luis Creek                 | Poncha Creek           |
| Lizard Head Pass     | 3116          | State Highway 145                  | Lake Fork San Miguel River     | Dolores River          |
| Red Mountain Pass    | 3315          | U.S. Highway 550                   | Uncompahgre River              | Animas River           |
| Molas Pass           | 3325          | U.S. Highway 550                   | Animas River                   | West Lime Creek        |
| Coal Bank Pass       | 3243          | U.S. Highway 550                   | East Lime Creek                | Cascade Creek          |
| Spring Creek Pass    | 3322          | State Highway 149                  | Cebolla Creek                  | Big Spring Creek       |
| Wolf Creek Pass      | 3295          | U.S. Highway 160                   | Pass Creek                     | Wolf Creek             |
| Cumbres Pass         | 3055          | State Highway 17                   | Wolf Creek                     | Rio de los Pinos       |
| La Manga Pass        | 3118          | State Highway 17                   | Rio de los Pinos               | Conejos River          |
| North La Veta Pass   | 2869          | U.S. Highway 160                   | South Abeyta Creek             | Sangre do Cristo Creek |
| Cucharas Pass        | 3030          | State Highway 12                   | Guajatoyah Creek               | Cucharas River         |

- Karte mit allen verlinkten Seiten:
- OSM |
- WikiMap